# Michael Doneger

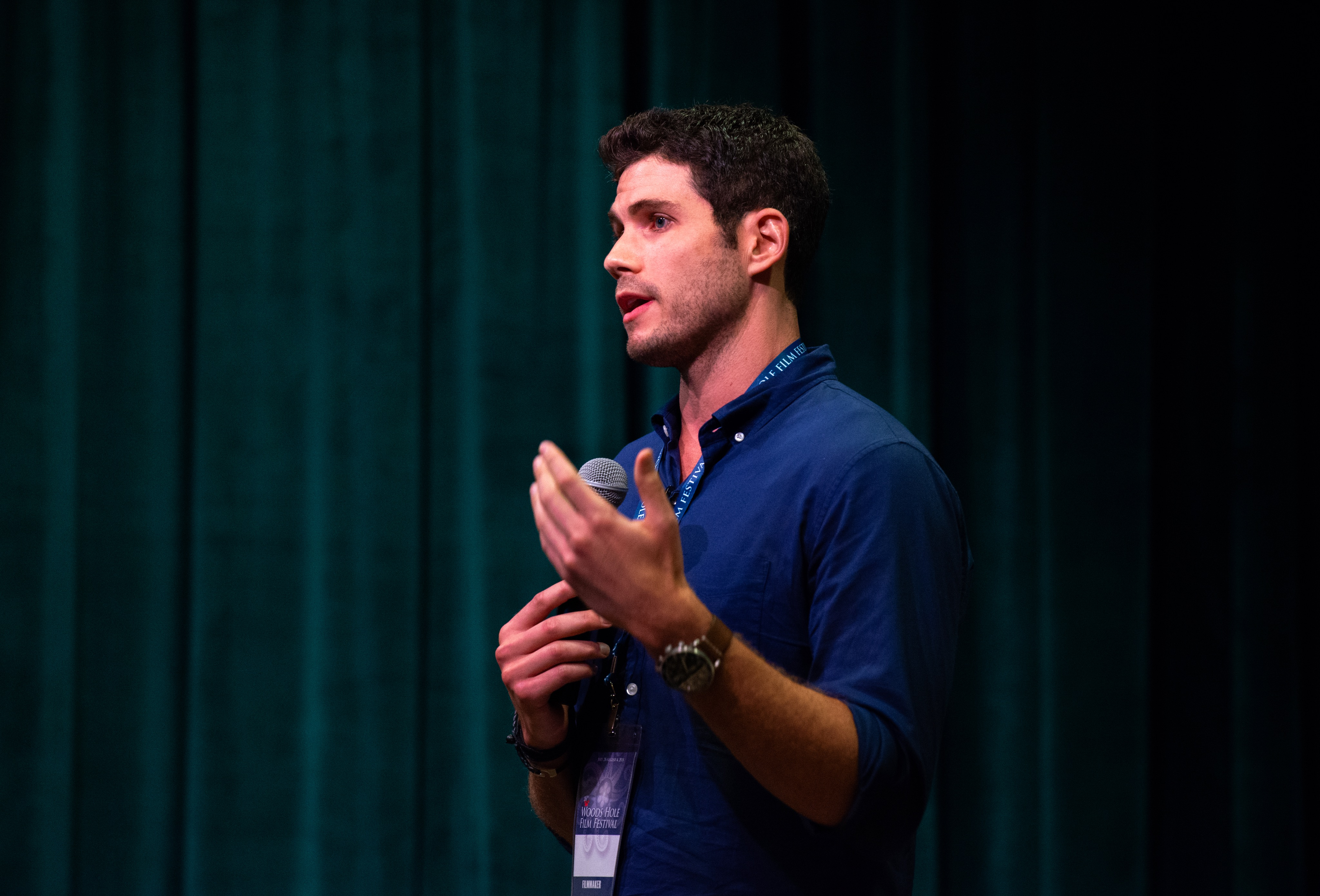
Michael Doneger

Michael L. Doneger (* 21. Juli 1986 in Hewlett, New York, Vereinigte Staaten) ist ein US-amerikanischer Filmschauspieler, Drehbuchautor, Produzent und Filmregisseur.

## Leben
Michael Doneger ist der Sohn von Abbey und Vallerie Doneger. Sein Bruder ist der Laccrosseweltmeister Adam Doneger. Er studierte an der Johns Hopkins University Drehbuch schreiben. Während des Studiums spiele er im Lacrosseteam Blue Jays. In der Saison 2009 spielte er in der National Lacrosse League für die San Jose Stealth.
Nach seinem Abschluss an der Johns Hopkins University zog Doneger nach Los Angeles, Kalifornien, um eine Karriere in der Filmindustrie zu verfolgen.
2012 hatte Doneger in dem Film Between Us seinen ersten Auftritt. Seit 2022 ist er mit der Schauspielerin Dominik García-Lorido verheiratet.

## Filmografie

### Schauspieler
- 2012: Between Us
- 2013: This Thing with Sarah
- 2013: Four Dogs
- 2015: The Escort – Sex Sells (The Escort)
- 2018: Brampton’s Own

### Regie
- 2009: Dude, I’m Moving Out
- 2013: This Thing with Sarah
- 2015: Matt & Kevin Retire from Being Superheroes
- 2018: Brampton’s Own
- 2018: Couple Therapy
- 2022: Fate of a Sport

### Drehbuch
- 2009: Dude, I’m Moving Out
- 2010: Closing Time
- 2013: This Thing with Sarah
- 2015: The Escort – Sex Sells (The Escort)
- 2015: Matt & Kevin Retire from Being Superheroes
- 2018: Brampton’s Own
- 2018: Couple Therapy

### Produzent
- 2009: Dude, I’m Moving Out
- 2010: Closing Time
- 2013: This Thing with Sarah
- 2015: The Escort – Sex Sells (The Escort)
- 2015: Matt & Kevin Retire from Being Superheroes
- 2018: Brampton’s Own
- 2018: Couple Therapy
- 2022: Fate of a Sport